# Jean Brunier
Jean Brunier (París, 9 de octubre de 1896-París, 23 de junio de 1981) fue un ciclista francés, que corrió entre 1920 y 1927. Sus principales victorias fueron el Campeonato de Francia de Ciclismo en Ruta el 1922 y el de medio fondo de 1927.

## Palmarés
1922
- Campeón de Francia en ruta

1923
- 1º en la París-Bourges
- 1º en la París-Soissons

1927
- Campeón de Francia de medio fondo